# Marek Svatoš
Marek Svatoš (* 17. Juni 1982 in Košice, Tschechoslowakei; † 5. November 2016 in Lone Tree, Colorado, USA) war ein slowakischer Eishockeyspieler, der während seiner aktiven Karriere zwischen 2000 und 2014 unter anderem 358 Spiele für die Colorado Avalanche, Nashville Predators und Ottawa Senators in der National Hockey League auf der Position des rechten Flügelstürmers bestritten hat.

## Karriere
Svatoš entstammt der Nachwuchsabteilung des HC Košice, für den er bis zum Sommer 2000 spielte und dort auch sein Profidebüt in der Extraliga gab. Durch die Wahl im CHL Import Draft zog es ihn schließlich nach Nordamerika, wo er sich den Kootenay Ice aus der Western Hockey League anschloss, die ihn in der ersten Runde als 47. Spieler gezogen hatten. Zwar von Verletzungen geplagt, wusste der Stürmer in lediglich 39 absolvierten Spielen mit 41 Scorerpunkten aber zu überzeugen und wurde beim NHL Entry Draft 2001 in der siebten Runde an 227. Stelle von der Colorado Avalanche aus der National Hockey League ausgewählt. In seinem zweiten Jahr in Kootenay war der Slowake mit 77 Punkten in 53 Einsätzen maßgeblich am Gewinn des President’s Cups und Memorial Cups beteiligt.
Im Sommer 2002 erfolgte schließlich der Wechsel in den Profibereich, nachdem er im Mai desselben Jahres einen Dreijahresvertrag bei der Avalanche unterschrieben hatte. Die Saison 2002/03 verbrachte er aber ausschließlich bei deren Farmteam, den Hershey Bears, in der American Hockey League, die für ihn nach 30 Einsätzen aber wegen einer im Januar 2003 erlittenen Schulterverletzung frühzeitig beendet war. Sein erstes NHL-Spiel für Colorado bestritt Svatoš in der Saison 2003/04, in der er aufgrund einer erneuten Verletzung an der Schulter in lediglich vier Spielen in der regulären Saison zum Einsatz kam. Erst mit Beginn der Play-offs kehrte der Angreifer in den Kader zurück und spielte weitere elfmal. Bedingt durch den Lockout der NHL-Saison 2004/05 fand sich Svatoš in dieser Spielzeit erneut im Farmteam in Hershey wieder. Erst zum Spieljahr 2005/06 konnte er sich bis zu einer Fraktur an der rechten Schulter Anfang März 2006 in der NHL etablieren. Bis zum Zeitpunkt der Verletzung hatte Svatoš neun spielentscheidende Tore geschossen, was ihm den ersten Platz in den Statistiken verschaffte und gleichzeitig einen NHL-Rekord für einen Rookie bedeutete. Außerdem war er mit 32 Toren einer der besten Scorer unter den Rookies.
Die Saison 2006/07 bedeutete einen herben Rückschlag für Svatoš, der in 66 Spielen nur 15 Tore und 15 Assists erzielen konnte und damit weit hinter den Erwartungen zurückblieb, was mit seiner schweren Verletzung in Verbindung gebracht wurde. Auch in der Spielzeit 2007/08 konnte er punktemäßig nicht an seine beste Saison anknüpfen. Im Sommer 2010 erhielt der Stürmer keinen neuen Vertrag bei der Avalanche und wechselte daraufhin in die Kontinentale Hockey-Liga zum HK Awangard Omsk, für den er in 19 Partien acht Scorerpunkte erzielte. Ende Dezember 2010 wurde sein Vertrag in Omsk aufgelöst, am 28. Dezember 2010 nahmen ihn die St. Louis Blues aus der NHL unter Vertrag. Um für die Blues in der NHL spielen zu dürfen, musste Svatoš der Liga über die Waiver-Liste beitreten, das heißt, dass jedes NHL-Team ihn innerhalb von 48 Stunden verpflichten konnte, ohne den Blues eine Gegenleistung entgegenzubringen. Schließlich wurde der Flügelspieler am 29. Dezember von den Nashville Predators vom Waiver verpflichtet. Im Februar 2011 wurde er erneut auf die Waiver-Liste gesetzt und von den Ottawa Senators ausgewählt. Für die Senators absolvierte er 19 weitere NHL-Partien, ehe er durch eine erlittene Gehirnerschütterung Anfang April 2011 zu einer Pause gezwungen war.
Aufgrund der Kopfverletzung pausierte Svatoš nahezu zwei Jahre und kehrte erst im Januar 2013 aufs Eis zurück, als er einen Vertrag über vier Monate Laufzeit vom HC Slovan Bratislava aus der Kontinentalen Hockey-Liga erhielt. Die Saison 2013/14 absolvierte er schließlich bei seinem Stammklub HC Košice, mit dem er am Saisonende Slowakischer Meister wurde. Danach beendete er seine aktive Laufbahn.
Marek Svatoš starb am 5. November 2016 im Alter von 34 Jahren in Lone Tree nahe Denver im US-Bundesstaat Colorado und hinterließ Ehefrau und zwei Kinder. Die Obduktion ergab, dass Svatoš zum Zeitpunkt seines Todes unter dem Einfluss von Codein, Morphin und Alprazolam stand, sodass als Todesursache eine Überdosis dieser sich in ihrer Wirkung ähnelnden Medikamente angenommen wird. Svatoš zählt somit zu den Opfern der Opioidepidemie in den USA.

### International
Svatoš wurde ins slowakische Nationalteam berufen und spielte bei den Olympischen Winterspielen 2006 im italienischen Turin und der Weltmeisterschaft 2010 in Deutschland. Im Juniorenbereich hatte er sein Heimatland bei der U18-Junioren-Weltmeisterschaft 2000 und der U20-Junioren-Weltmeisterschaft 2002 vertreten. Letztere beendete er gemeinsam mit dem Kanadier Michael Cammalleri als bester Torschütze. Zudem wurde er ins All-Star-Team des Turniers gewählt.

## Erfolge und Auszeichnungen
- 2002 President’s-Cup-Gewinn mit den Kootenay Ice
- 2002 WHL West Second All-Star Team
- 2002 Memorial-Cup-Gewinn mit den Kootenay Ice
- 2014 Slowakischer Meister mit dem HC Košice

### International
- 2002 Bester Torschütze der U20-Junioren-Weltmeisterschaft (gemeinsam mit Michael Cammalleri)
- 2002 All-Star-Team der U20-Junioren-Weltmeisterschaft

## Karrierestatistik

### International
Vertrat die Slowakei bei:
- U18-Junioren-Weltmeisterschaft 2000
- U20-Junioren-Weltmeisterschaft 2002
- Olympischen Winterspielen 2006
- Weltmeisterschaft 2010

(Legende zur Spielerstatistik: Sp oder GP = absolvierte Spiele; T oder G = erzielte Tore; V oder A = erzielte Assists; Pkt oder Pts = erzielte Scorerpunkte; SM oder PIM = erhaltene Strafminuten; +/− = Plus/Minus-Bilanz; PP = erzielte Überzahltore; SH = erzielte Unterzahltore; GW = erzielte Siegtore; 1 Play-downs/Relegation; Kursiv: Statistik nicht vollständig)